# Asz-Szarkat
Asz-Szarkat (arab. الشرقاط, Aš-Šarqāṭ) – miasto w północnym Iraku, w prowincji Salah ad-Din. W 2009 roku liczyło ok. 44 tys. mieszkańców.